# Vejle Boldklub
Vejle Boldklub, známý též pod zkráceným názvem Vejle BK, je dánský fotbalový klub. Založen byl roku 1891.
Klub pětkrát vyhrál dánskou ligu (v letech 1958, 1971, 1972, 1978 a 1984) a šestkrát dánský fotbalový pohár (v letech 1958, 1959, 1972, 1975, 1977 a 1981). Zlatou érou klubu byla 70. léta 20. století, tehdy také zaznamenal největší mezinárodní úspěch, když se probojoval do čtvrtfinále Poháru vítězů pohárů 1977/78.
Roku 2010 klub oznámil svůj konec a sloučení s Kolding FC. Vznikl tak nový klub Vejle Boldklub Kolding. V roce 2013 se tento klub opět rozdělil na Vejle Boldklub a Kolding IF.